# Sarothruridae
Sarothruridae, ook wel pluisstaartrallen of donsstaartrallen genoemd, zijn een familie van de orde der kraanvogelachtigen (Gruiformes).  Deze familie werd heel lang beschouwd als een onderfamilie van de rallen, koeten en waterhoentjes (rallidae). DNA-onderzoek naar de taxonomie van de vogels gepubliceerd in 2019 wees uit dat de familie het best kan worden ingedeeld in drie geslachten met in totaal 15 soorten.

## Taxonomie
De volgende drie geslachten zijn bij deze familie ingedeeld:
- Sarothrura (9 soorten)
- Mentocrex (2 soorten grijskeelrallen)
- Rallicula (4 soorten kaneelrallen)

Kraanvogels · Koerlans · Trompetvogels · Rallen, porseleinhoentjes, waterhoentjes en koeten · Fuutkoeten · Sarothruridae